# 球磨村立一勝地小学校

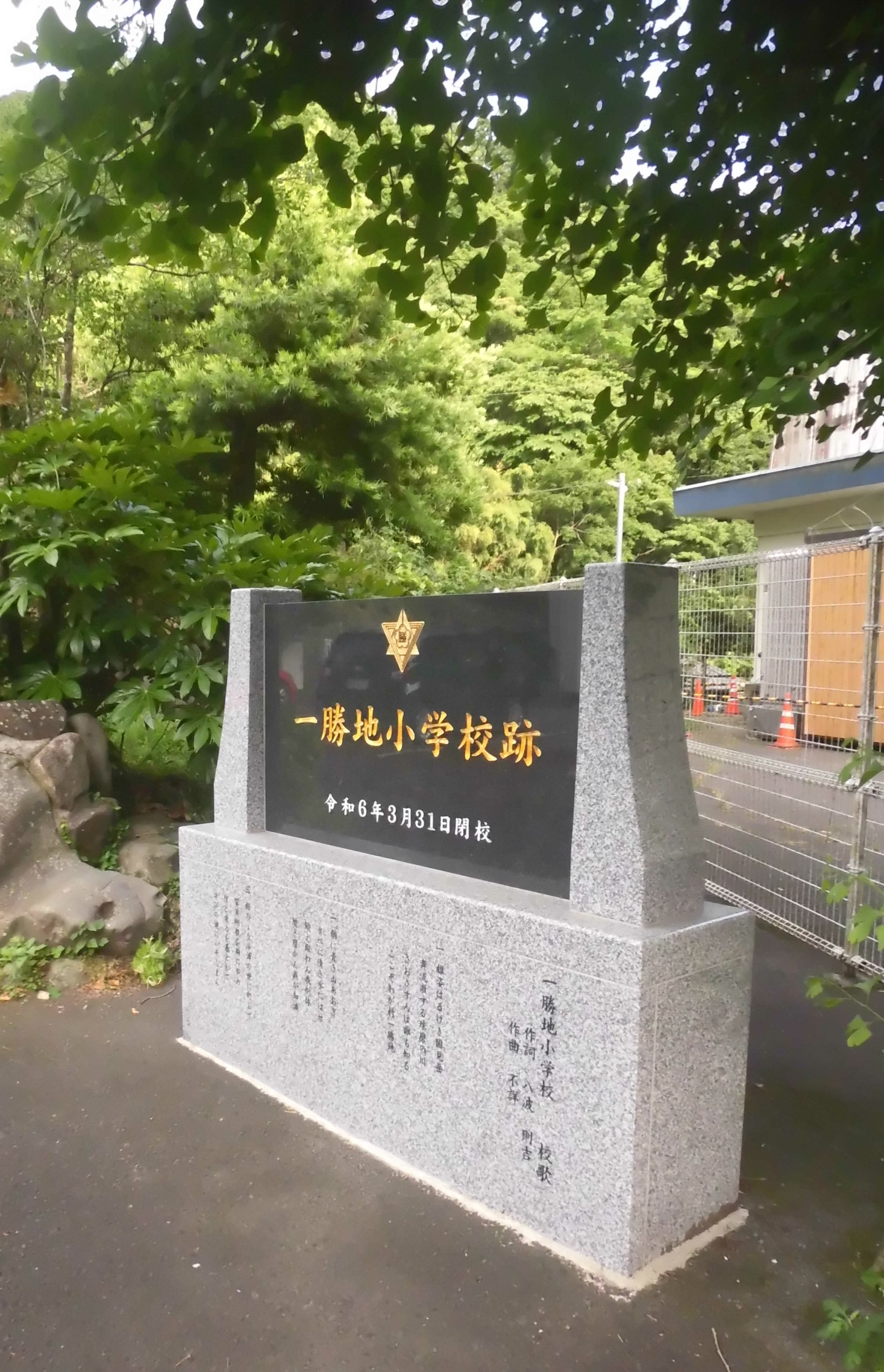
閉校記念碑

球磨村立一勝地小学校（くまそんりつ いっしょうちしょうがっこう）は、かつて熊本県球磨郡球磨村一勝地にあった公立の小学校。
2024年（令和6年）3月末に閉校し、義務教育学校「球磨村立球磨清流学園」に統合された。
統合後、校地は球磨村立球磨清流学園北校舎（1～4年生を収容）として継承されている。

## 概要
歴史
2010年（平成22年）4月に以下の球磨村立小学校3校の統合により開校。2024年（令和6年）3月末をもって閉校し、14年の歴史に幕を下ろした。
- 球磨村立一勝地第一小学校
- 球磨村立一勝地第二小学校（一部）
- 球磨村立神瀬小学校

学校教育目標
「ふるさとを愛し、　心身ともにたくましく自ら学ぶ子どもの育成」
校章
中央に「勝」の文字を配している。
校歌
旧・一勝地第一小学校の校歌を継承。作詞は八波則吉による。作曲者は不詳。歌詞は3番まであり、1番の歌詞中に校名の「一勝地」が登場する。

## 沿革
- 2010年（平成22年）
  - 4月1日 - 球磨村立小学校3校が統合の上、「球磨村立一勝地小学校」（最終名）が開校。一勝地第一小学校の校地を継承。
  - 6月 - 運動場の造成を完了。
- 2011年（平成23年）2月 - 統合新校舎が完成し、落成式を挙行。
- 2020年（令和2年）7月 - 集中豪雨による球磨川氾濫で被害を受けた球磨村立渡小学校が一勝地小学校の運動場に仮設校舎を建設の上、移転。
- 2021年（令和3年）12月 - 渡小学校が球磨中学校の運動場に新設された仮設校舎に移転。
- 2024年（令和6年）
  - 3月3日 - 閉校記念式典を挙行。
  - 3月31日 - 閉校。
  - 4月1日 - 球磨村立小学校2校（一勝地・渡）および中学校1校（球磨）が統合の上、義務教育学校「球磨村立球磨清流学園」となる。
    - 旧・一勝地小学校の校地が「北校舎」、旧・球磨中学校の校地・校舎が「南校舎」として継承される。

## 交通アクセス
最寄りの鉄道駅
- JR九州 肥薩線「一勝地駅」

最寄りのバス停留所
- 九州産交バス「一勝地駅」停留所

最寄りの幹線道路
- 熊本県道15号人吉水俣線
- 熊本県道304号一勝地神瀬線

## 周辺
- 旧・球磨村立球磨中学校（現・球磨村立球磨清流学園 南校舎）
- 人吉下球磨消防組合消防本部 中央消防署 西分署
- 人吉警察署一勝地警察官駐在所
- 一勝地郵便局
- こがね保育園
- 一勝寺
- 意足院
- 一勝地阿蘇神社
- 球磨川
- 芋川
- 庄本川